# ماريو كارت لايف: هوم سركت
ماريو كارت لابف: هوم سركت (بالإنجليزية: Mario Kart Live: Home Circuit)‏ هي لعبة فيديو سباقات الواقع المختلط لعام 2020، وهي الجزء الخامس عشر في سلسلة ماريو كارت وصدرت في 16 أكتوبر 2020 لمشغل نينتندو سويتش. طورت هوم سركت بواسطة فيلان ستوديوز، وهي تستخدم سيارات مادية يُتَحَكَّم فيها عن طريق الراديو وتستجيب لكيفية لعب اللاعب داخل اللعبة. صدرت اللعبة للاحتفال بالذكرى السنوية الخامسة والثلاثين لسلسلة سوبر ماريو. تلقت اللعبة تقييمات إيجابية.

## أسلوب اللعب
تستفيد هوم سركت من ألعاب حقيقية لبناء مراحل يتسابق فيها اللاعب مع خصومه. تتحرك ألعاب الشخصيات، المزودة بمحرك وكاميرا، وفقًا لإدخال اللاعب على نينتندو سويتش. ضُمِنَت العديد من عناصر ماريو كارت التقليدية في اللعبة، والتي عند ضربها، ستبطئ اللاعب. تدعم اللعبة ما يصل إلى 4 لاعبين، ومع ذلك، فإن السباق ضد الذكاء الاصطناعي مدعوم أيضًا. تتميز اللعبة أيضًا بوضع غراند بريكس، حيث سيتنافس اللاعب ضد باوزر جونيور والكوبالينغز. يمكن للفوز في هذا الوضع فتح خيارات التخصيص والأزياء الجديدة للشخصيات القابلة للعب. يُنفذ إنشاء المستوى في هوم سركت عن طريق وضع أربع بوابات لعمل نقاط تفتيش، والتي عند اجتيازها، يتقدم اللاعب إلى اللفة التالية لسباق الخمس دورات. تأتي اللعبة أيضًا مع الأسهم، والتي يمكن استخدامها للإشارة إلى اللاعب الذي يحتاج إلى القيادة.

## التطوير
بعد اختراع أجهزة الواقع المختلط والنموذج الأولي لهوم سركت، عرضت فيلان ستوديوز اللعبة على نينتندو، التي كانت «مبتهجة» ورأيت «إمكاناتها». والبرمجيات مع نينتندو أوروبا للبحث والتطوير ونينتندو بلاتفورم تكنلوجي ديفيلوبمنت.
كُشف عن هوم سركت لأول مرة في نينتندو دايركت الذي عقد في 3 سبتمبر 2020، للاحتفال بالذكرى السنوية الخامسة والثلاثين لسلسلة سوبر ماريو، حيث كان من المقرر إطلاقه في 16 أكتوبر 2020، بسعر إطلاق 99 دولارًا، ومع ذلك، لا تُضمن بطاقة ألعاب فعلية، لأن اللعبة رقمية فقط. مجموعة ألعاب تضم ماريو ومجموعة أخرى تضم لويجي، والتي ستشمل السائقين الخاصين بهم، وأربعة بوابات، وعلامات الأسهم، وكابل شحن، كما أُعلن عنها بعد فترة وجيزة من العرض المباشر، وأصبحت الطلبات المسبقة متاحة قريبًا بعد.
صرح مطور اللعبة، فيلان ستوديوز، أن عناصر التحكم في اللعبة مصممة لتكون سهلة الفهم، بينما تظل وفية لسلسلة ماريو كارت. لاحظت فيلان ستوديوز أيضًا أن اللعبة، على الرغم من مفهومها غير الطبيعي، طُورت بحيث تتمتع بنفس نوع إمكانية اللعب مثل ألعاب ماريو كارت السابقة.

## التقييم
| التقييم |            |
| --- | ---------- |
| مجموع النقاط المجموع نقاط ميتاكريتيك 75/100 نتائج المراجعة نشرة نقاط غيم إنفورمر 7.5/10 غيم سبوت 7/10 آي جي إن 7/10 جو فيديو 16/20 نينتندو لايف بوليغون موصى به فور بلايرز 77/100 |            |
| مجموع النقاط |            |
| المجموع | نقاط       |
| ميتاكريتيك | 75/100     |
| نتائج المراجعة |            |
| نشرة | نقاط       |
| غيم إنفورمر | 7.5/10     |
| غيم سبوت | 7/10       |
| آي جي إن | 7/10       |
| جو فيديو | 16/20      |
| نينتندو لايف | 8/10 stars |
| بوليغون | موصى به    |
| فور بلايرز | 77/100     |

بعد فترة وجيزة من الكشف عن اللعبة، أشاد أولي باردر من فوربس بمفهوم هوم سركت، مشيرًا إلى أنه «قفز عمليا من أجل الفرح» عندما شاهد المقطع الدعائي للعبة لأول مرة.
صنف ميتاكريتيك اللعبة 75/100، مشيرًا إلى المراجعات «الإيجابية بشكل عام».
ماريو كارت لايف: هوم سركت باعت 73,918 نسخة خلال الأسبوع الأول من إصدارها في اليابان، مما يجعلها أكثر لعبة بيع بالتجزئة مبيعًا لهذا الأسبوع في البلاد.
رُشحت لفئة أفضل لعبة عائلية في جوائز اللعبة 2020.